# هومستيد (ويسكونسن)
هومستيد (بالإنجليزية: Homestead, Wisconsin)‏ هي بلدة تقع بولاية ويسكونسن في الولايات المتحدة. تبلغ مساحتها 140.7 (كم²)، وترتفع عن سطح البحر 398 م، بلغ عدد سكانها 378 نسمة في عام 2000 حسب إحصاء مكتب تعداد الولايات المتحدة وتصل الكثافة السكانية فيها 2.7 نسمة/كم2.

## وصلات خارجية
- The US50 - Cities and Towns in Wisconsin State
- Wisconsin Cities and Towns, Facts, Map, Flag, Colleges, Government, and More